# Rhynchotoechum
Rhynchotoechum é um género botânico pertencente à família Gesneriaceae.